# Acianthera oligantha
Acianthera oligantha là một loài phong lan.

## Hình ảnh

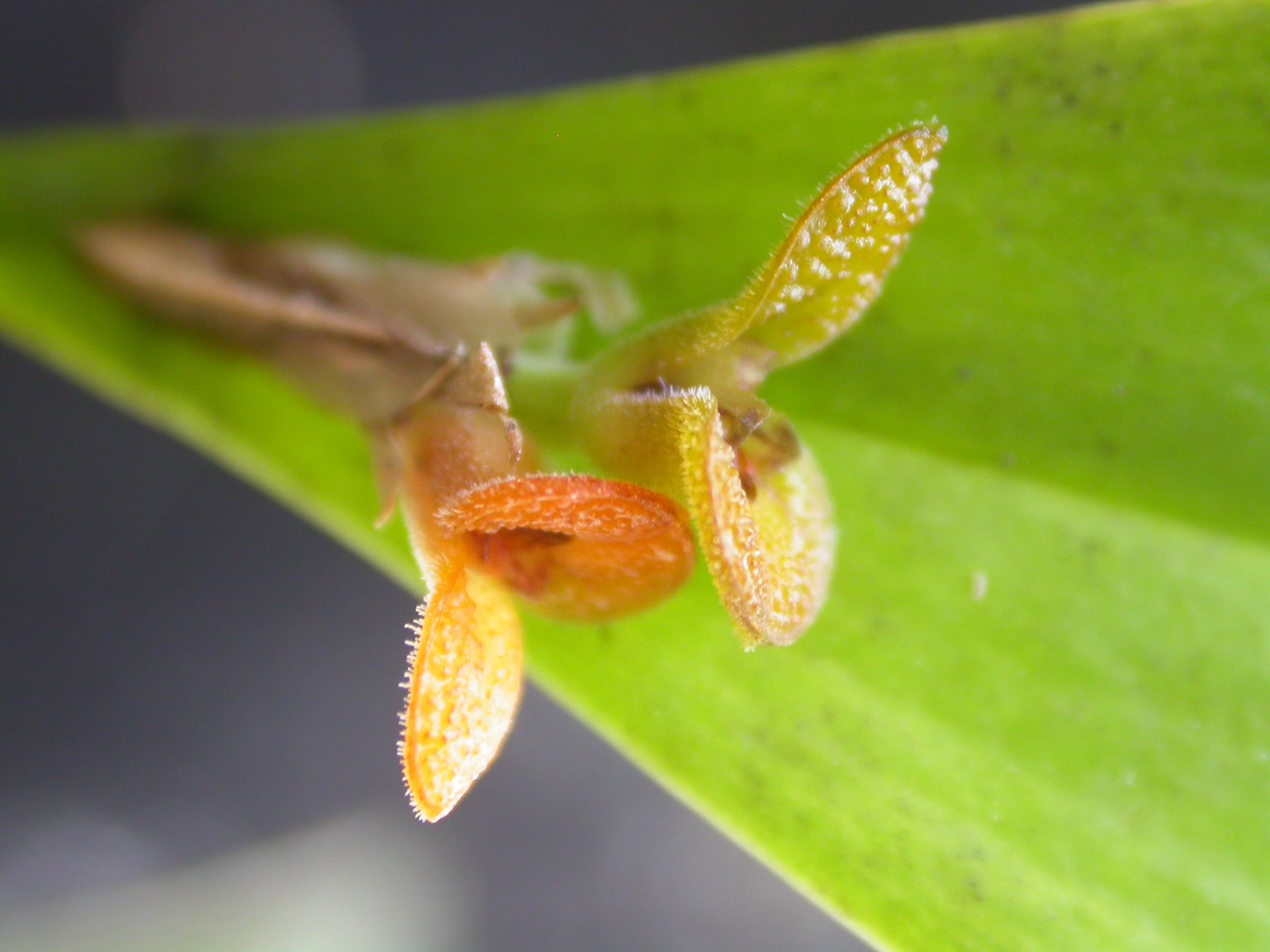
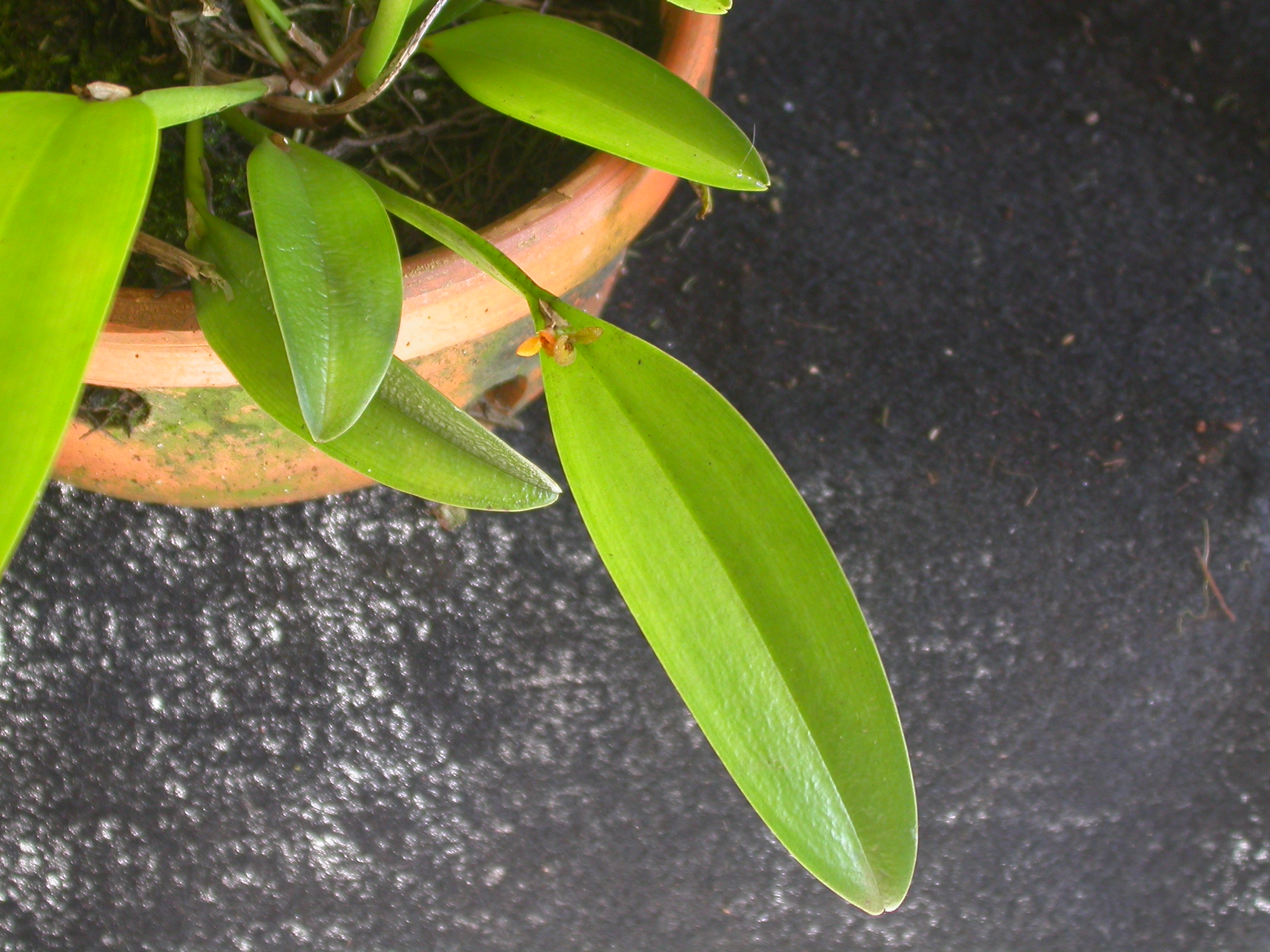
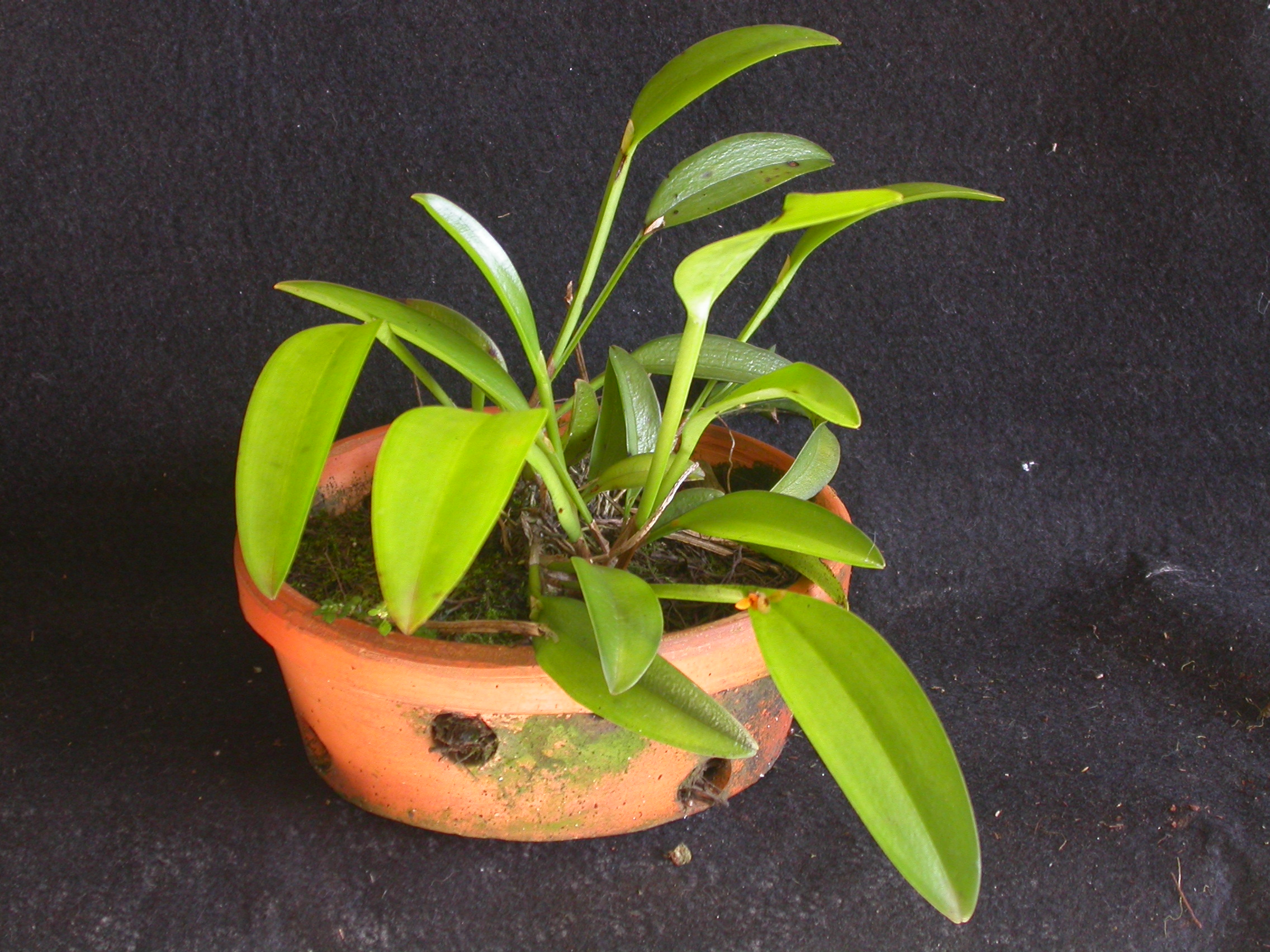
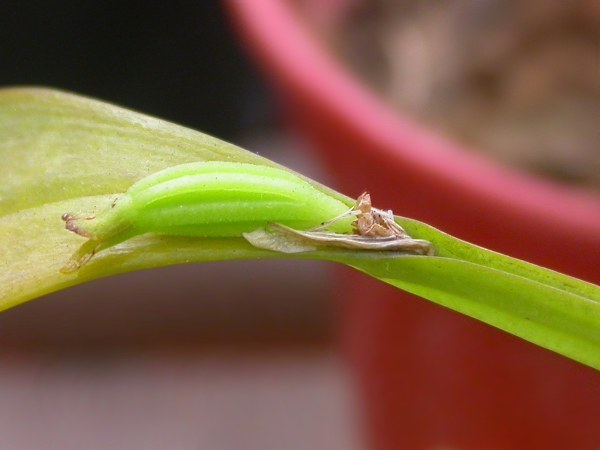